# Острівне (Мішкинський район)
Острівне́ (рос. Островное) — село у складі Мішкинського району Курганської області, Росія. Адміністративний центр Острівнинської сільської ради.
Населення — 126 осіб (2010, 182 у 2002).